# Pelham Bay Bridge
Die Pelham Bay Bridge ist eine 1907 nach dem System Scherzer errichtete Eisenbahn-Klappbrücke in der Bronx, New York. Sie gehört zum Northeast Corridor (NEC) und führt über den Hutchinson River.
Die Geschwindigkeit ist derzeit auf 45 mph (72 km/h) begrenzt. Daher soll die Brücke abgerissen und durch eine neue Hochbrücke ersetzt werden.